# NGC 7527
NGC 7527 (другие обозначения — PGC 70728, UGC 12428, MCG 4-54-31, ZWG 475.45, NPM1G +24.0528) — эллиптическая галактика (E) в созвездии Пегас.
Этот объект входит в число перечисленных в оригинальной редакции «Нового общего каталога».